# Neanaperiallus
Neanaperiallus is een geslacht van vliesvleugeligen uit de familie Eupelmidae. De wetenschappelijke naam van dit geslacht is voor het eerst geldig gepubliceerd in 2009 door Gibson.

## Soorten
Het geslacht Neanaperiallus is monotypisch en omvat slechts de volgende soort:
- Neanaperiallus masneri Gibson, 2009